# José Madrazo
José de Madrazo y Agudo (ur. 22 kwietnia 1781 w Madrycie, zm. 8 maja 1859 tamże) – hiszpański malarz neoklasyczny i barokowy.
Ojciec artystów Federica, Pedra i Luisa Madrazo oraz dziadek Raimunda i Ricarda Madrazo.
Studiował w Królewskiej Akademii Sztuk Pięknych św. Ferdynanda pod okiem Gregorio Ferro, który wprowadził go do technik malarskich Antona Raphaela Mengsa. Od 1803 r. studiował w Paryżu, gdzie zgłębił techniki neoklasyczne i zaprzyjaźnił się z francuskim malarzem Dominiquiem Ingresem.
Otrzymał stypendium na wyjazd do Rzymu, gdzie uzupełnił swoją artystyczną edukację. Uznanie zyskał jego czysto neoklasyczny obraz La muerte de Viriato namalowany w czasie, kiedy studiował w Akademii Świętego Łukasza.
W czasie wojny niepodległościowej przeciwko Bonaparte Madrazo opowiedział się przeciwko zwierzchnictwu Józefa Bonaparte w Hiszpanii. Razem z innym hiszpańskimi artystami przebywającymi w Rzymie został aresztowany i osadzony w więzieniu Castillo Sant'Angelo, a następnie w ambasadzie Hiszpanii. W areszcie poznał królów Hiszpanii Karola IV i Marię Ludwikę, którzy w tym czasie byli więźniami cesarza.
2 września 1809 r. ożenił się z Izabelą Kuntz Valentini, córką polskiego malarza Tadeusza Kuntze.
W 1813 r. został mianowany nadwornym malarzem Karola IV. W 1823 r. został dyrektorem Królewskiej Akademii Sztuk Pięknych św. Ferdynanda, a następnie kierował Muzeum Prado.

## Dzieła
Malował obrazy o tematyce religijnej i historycznej, razem z José Aparicio zainicjował nurt historyczno-patriotyczny. Ostatecznie porzucił tematykę historyczną interesując się romantyzmem.
- Jesús en casa de Anás (1803)
- Jesús ante el Sumo Sacerdote (1805)
- La muerte de Viriato (1814, Muzeum Prado)
- La muerte de Lucrecia
- El Amor Divino y el Amor Profano (1813, Muzeum Prado)
- La aurora (1819)
- El crepúsculo (1819)
- Retrato de Fernando VII, a caballo (1821)
- Sagrada Familia (1839)
- Autorretrato (hacia 1840)
- Tomás Cortina, consultor general de la Casa Real y Patrimonio (1851, Muzeum w Jaén)